# Natuurpark Tajo Internacional

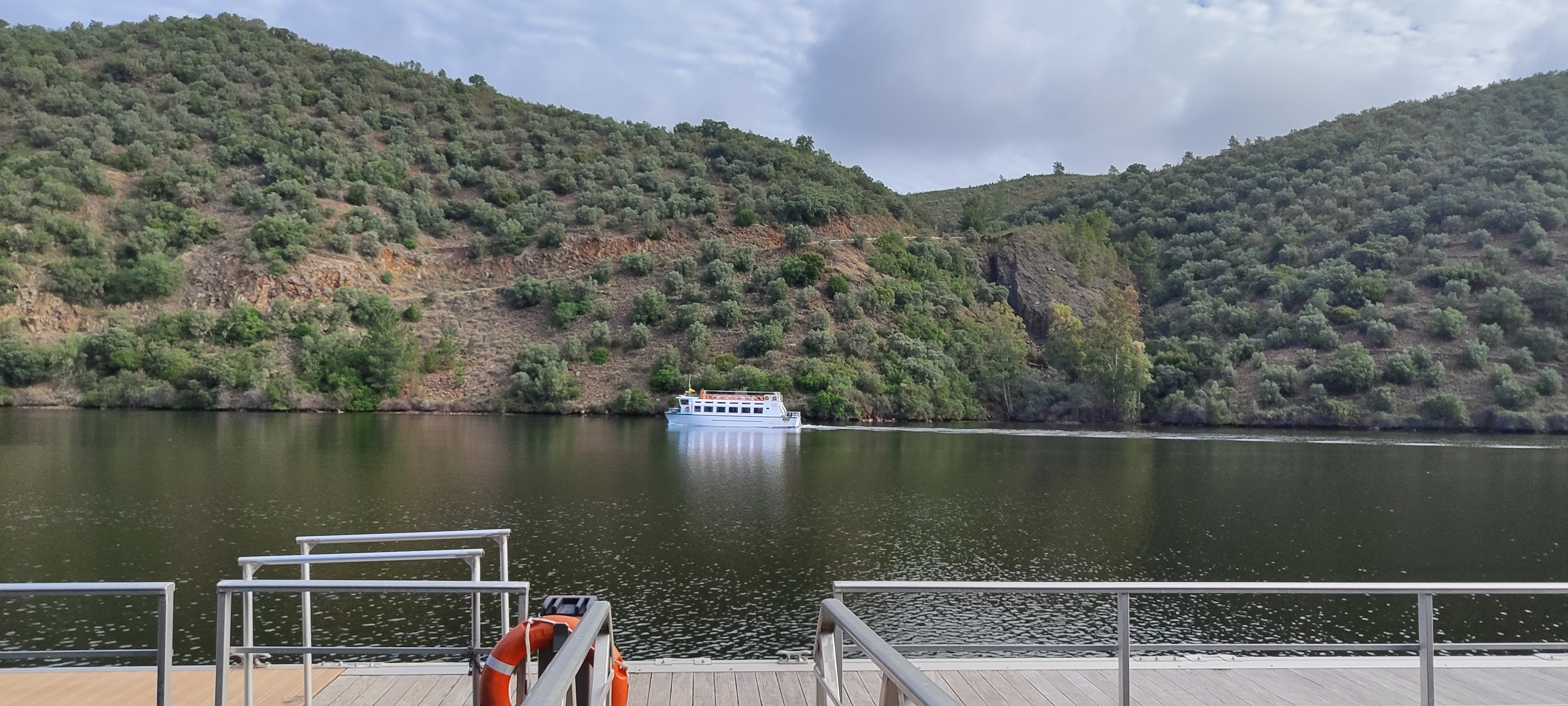

Het Natuurpark Tajo Internacional (Spaans: Parque natural del Tajo Internacional) is een natuurpark in Extremadura in Spanje. Het natuurpark werd opgericht in 1993 en is 11601 hectare groot. Het grenst aan het Portugese natuurpark Parque Natural do Tejo Internacional. Het park omvat ook het kloofdal van de Taag op de grens met Portugal. 
Er komen verschillende soorten roofvogels voor, waaronder gieren.